# 谢耶 (安德尔-卢瓦尔省)
谢耶（法語：Cheillé，法語發音：[ʃɛje] ⓘ）是法国安德尔-卢瓦尔省的一个市镇，位于该省中部偏西，属于图尔区。

## 地理
谢耶（47°15'16"N, 0°27'41"E）面积46.26 平方千米，位于法国中央-卢瓦尔河谷大区安德尔-卢瓦尔省，该省份为法国中西部省份，北起萨尔特省、东北接卢瓦-谢尔省，东南接安德尔省，南至维埃纳省，西临曼恩-卢瓦尔省。
与谢耶接壤的市镇（或旧市镇、城区）包括：阿翁莱罗什、阿宰勒里多、布雷埃蒙、庞祖、里瓦雷讷、萨谢、维莱讷莱罗谢。

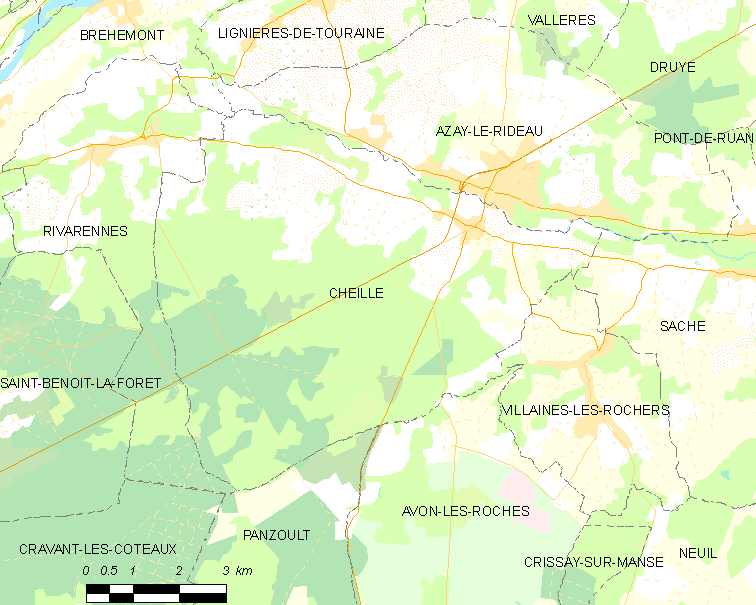
的OSM定位图

谢耶的时区为UTC+01:00、UTC+02:00（夏令时）。

## 行政
谢耶的邮政编码为37190，INSEE市镇编码为37067。

## 政治
谢耶所属的省级选区为希农县。

## 人口

1962-2008年间人口变化图示

谢耶于2022年1月1日时的人口数量为1859人。

## 友好城市
- 比利时 拉讷
- 葡萄牙 尼萨